# 張禹珍
張禹珍（1995年9月10日—），韓國男子桌球選手。

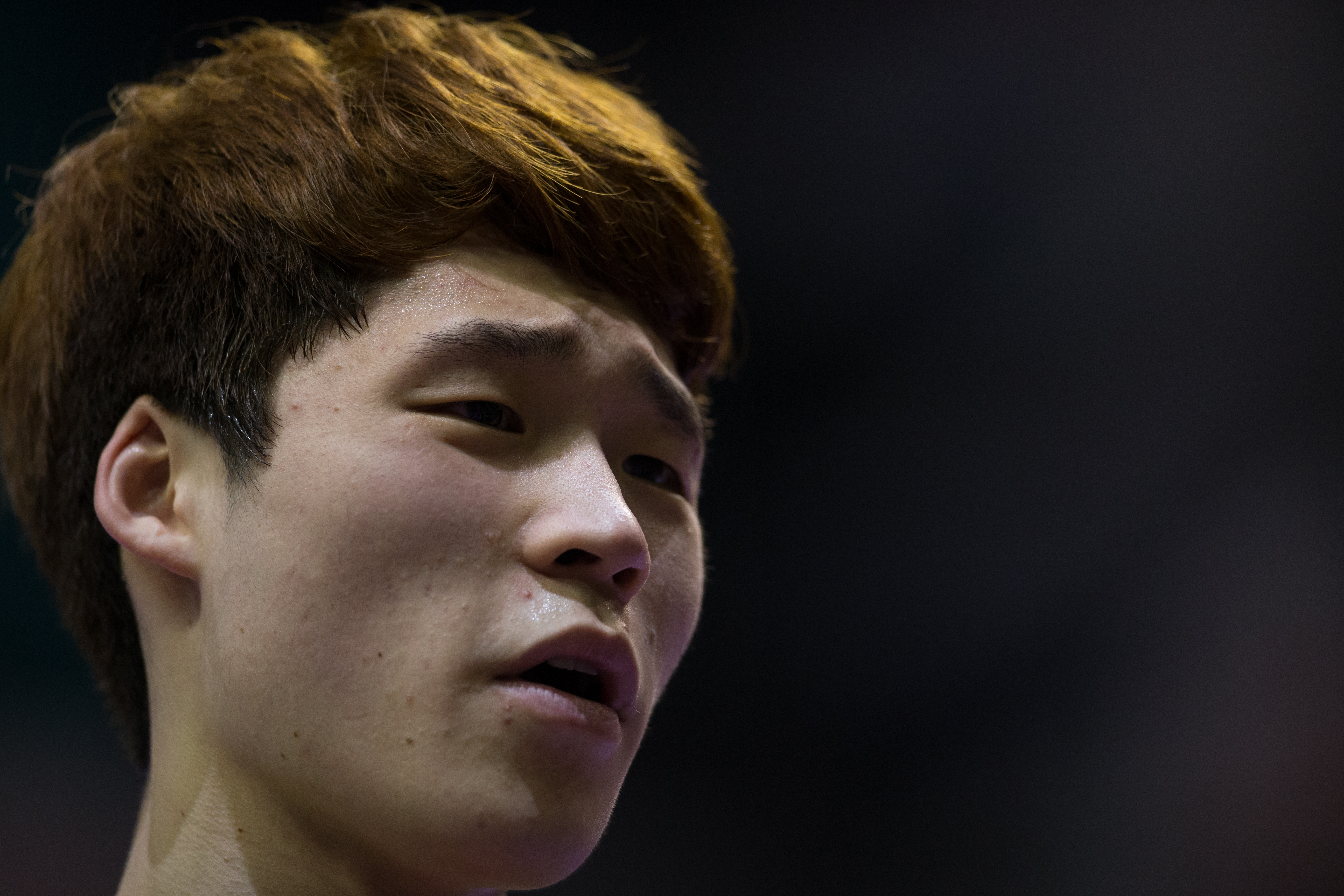
2016年

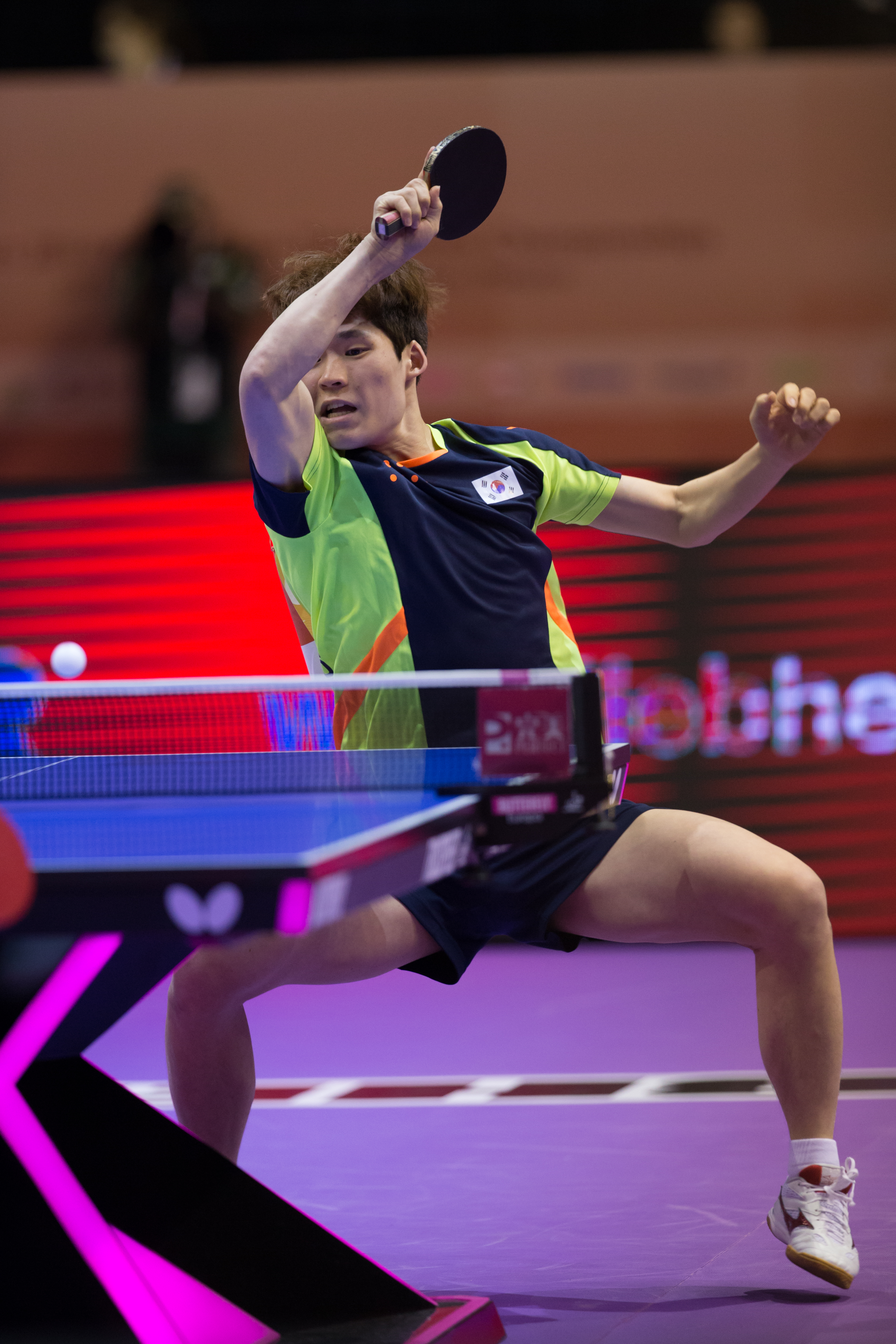
2016年

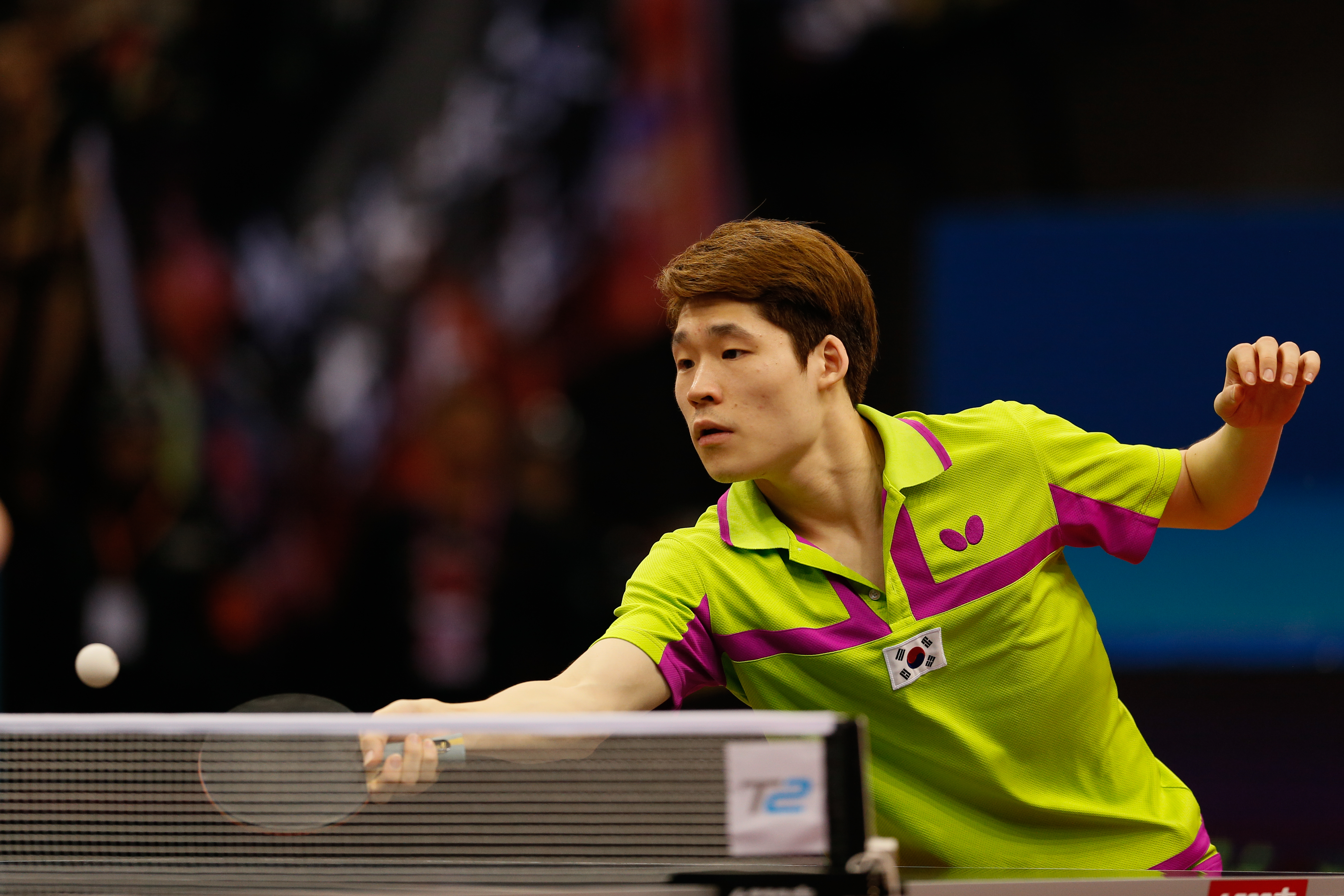
2017年

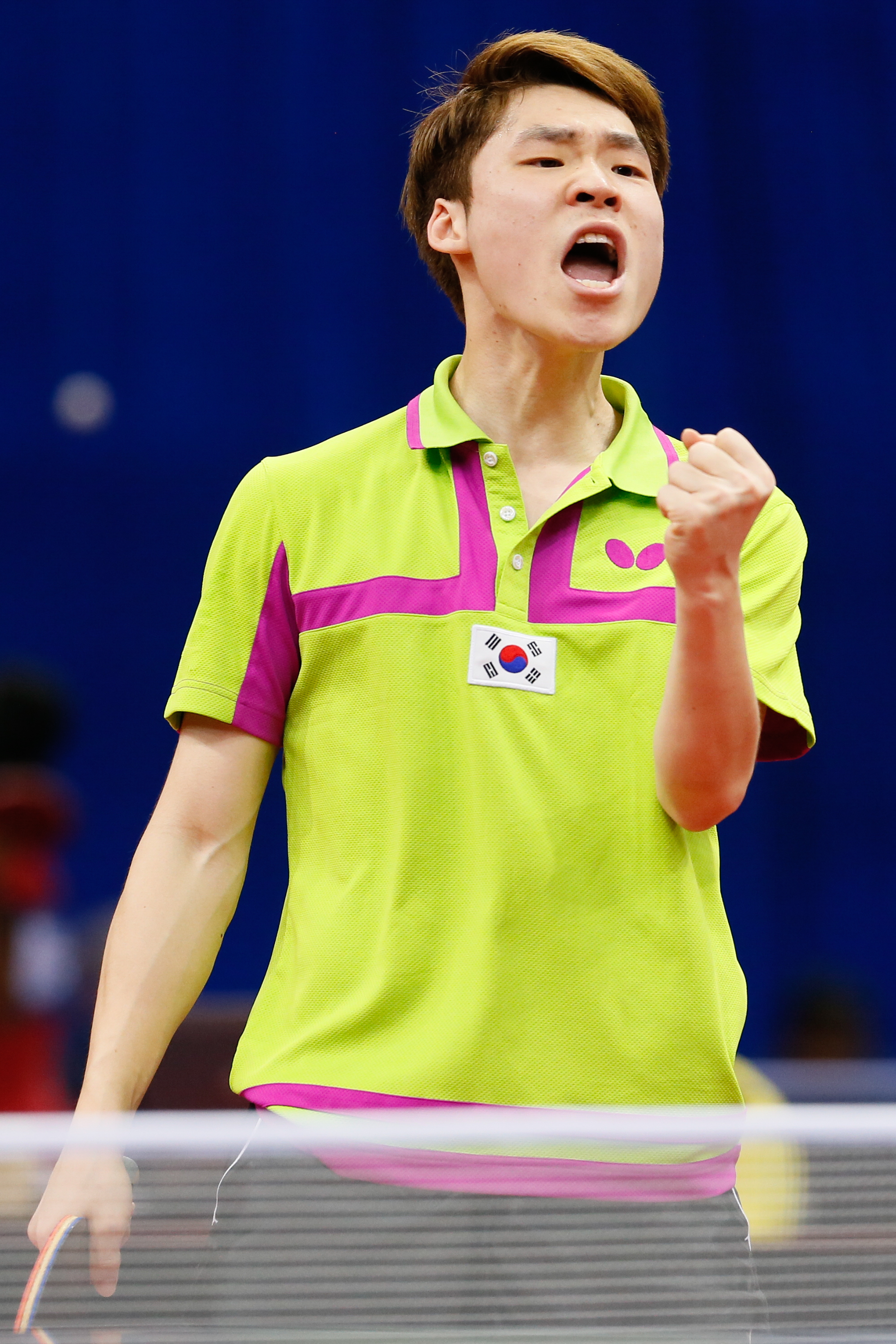
2017年

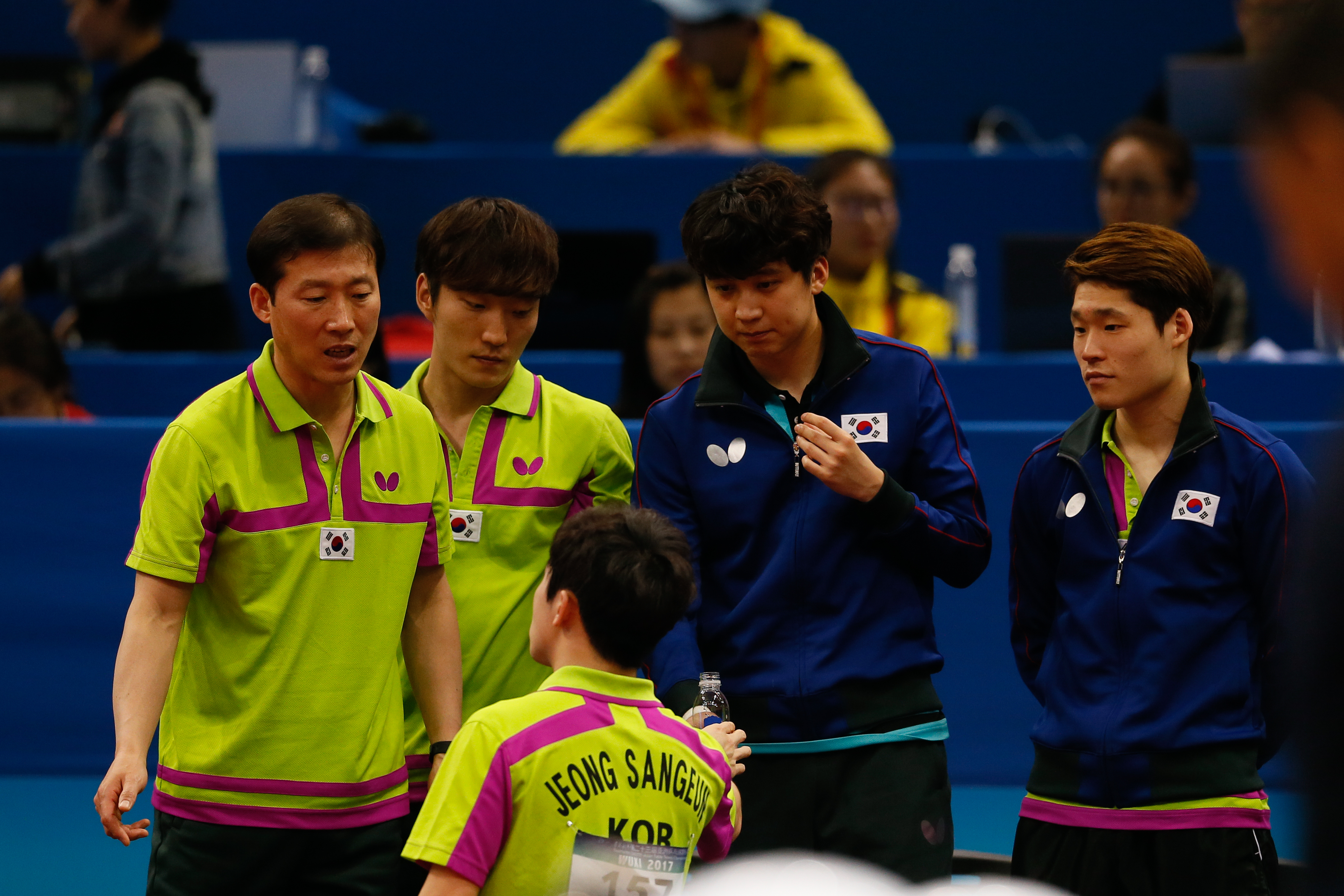
2017年

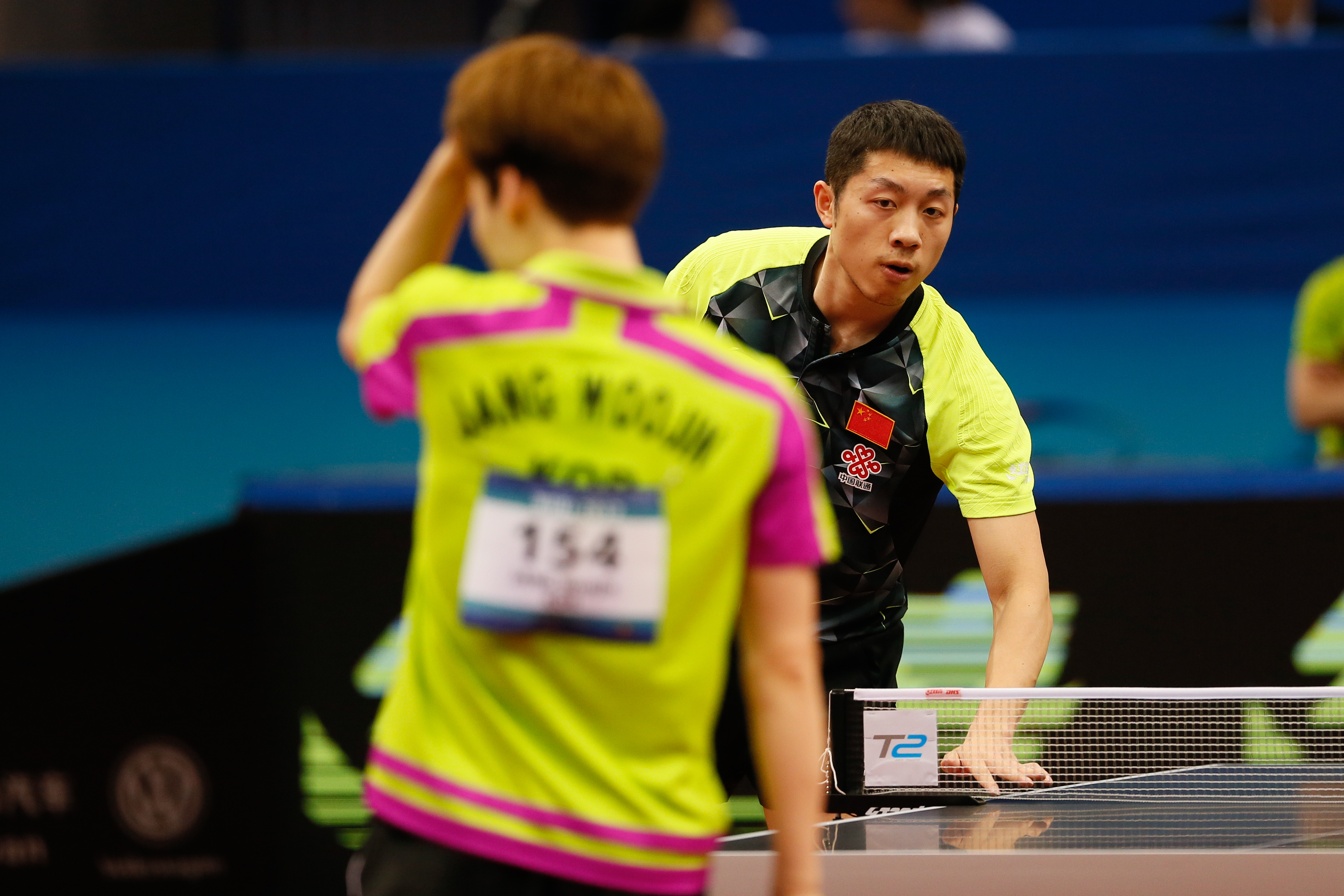
2017年

2017年亞洲乒乓球錦標賽男子团体亚军，敗於中國。在中國集體缺席的2017韩国公开赛，張禹珍與丁祥恩橫掃日本與歐美球手獲男双冠军。

## 外部連結
- 張禹珍的Instagram帳戶
- YouTube上的張禹珍頻道